# IC 2033
IC 2033 — галактика типу SBa (компактна витягнута галактика) у сузір'ї Золота Риба.
Цей об'єкт міститься в оригінальній редакції індексного каталогу.